# Je sais pas
Je sais pas è una canzone in lingua francese della cantante canadese Céline Dion, registrata per il suo album francese D'eux (1995). Il brano fu rilasciato come secondo singolo promozionale dell'album il 17 agosto 1995 nei paesi francofoni e in alcuni paesi europei selezionati. In Canada la canzone fu pubblicata solo come singolo radiofonico nel luglio 1995. Je sais pas fu in prima posizione nelle classifiche di Francia, Belgio e Québec.

## Contenuti, videoclip musicale e pubblicazioni
Nel brano la cantante si vanta di non aver paura di affrontare qualsiasi numero di tribolazioni e sfide per il suo corpo e il suo spirito, ma ammette che la vita senza colui che ama, potrebbe essere più dura di quanto possa sopportare. La Dion dichiarò che questo è una delle sue canzoni preferite, perché le ricorda i suoi sentimenti che prova per suo marito René Angélil.
Je sais pas è stato scritto e prodotto da Jean-Jacques Goldman e J. Kapler.
Per il singolo furono realizzati due videoclip musicali: una versione non cantata e una cantata, entrambe dirette da Gregg Masuak nel 1995. Questi videoclip sono stati inseriti nella raccolta video, On ne change pas pubblicata da Céline nel 2005. Alcune scene della versione non cantata del videoclip sono state utilizzate anche per i video musicali dei singoli Next Plane Out e Call the Man (nessuno di questi è stato pubblicato in Francia).
Anche Je sais pas, come Pour que tu m'aimes encore e Vole, fu adattata in lingua inglese e pubblicata sull'album del 1996 Falling into You. Il titolo della versione anglosassone è I Do not Know. La canzone fu inclusa anche nella track-list della più grande raccolta di successi in francese della Dion, On ne change pas.
La versione live di Je sais pas tratto dall'album Live à Paris fu pubblicata come singolo promozionale e rilasciato il 19 maggio 1997 nei Paesi Bassi. La versione live del singolo fa parte di un altro album live, Au cœur du stade. Dal 1995 Céline Dion interpretò la canzone durante tutti i suoi concerti francofoni anche nel suo Taking Chances World Tour del 2008-09. L'audio e il video di questa performance sono stati inclusi nell'edizione francese di Taking Chances World Tour: The Concert. Nel 2013, la canzone è stata eseguita anche nella Tournée Européenne 2013; la performance di Quebec City è stata inclusa nell'album Céline une seule fois / Live 2013.

## Successo commerciale
Je sais pas ebbe un successo strepitoso in Francia, dove superò la classifica dei singoli più venduti, salendo in prima posizione e rimanendovi per sette settimane. Il singolo vendette circa 510 000 copie e fu certificato disco d'argento (il singolo sarebbe stato certificato disco di platino). Je sais pas si posizionò in prima posizione anche in Belgio Vallonia (due settimane) e in Québec (quattro settimane). Il singolo fu certificato disco d'oro in Belgio. Nel 1996 la versione in studio del singolo raggiunse la posizione numero 34 nei Paesi Bassi, mentre la versione live raggiunse la numero 78.

## Formati e tracce
CD Singolo Promo (Canada) (Columbia: CDNK 1071)
1. Je sais pas – 4:33 (testo: Jean-Jacques Goldman – musica: J. Kapler)

CD Maxi Singolo (Europa) (Columbia: COL 662102 2)
1. Je sais pas – 4:35 (testo: Goldman – musica: Kapler)
2. La mémoire d'Abraham – 3:51 (Goldman)
3. Je danse dans ma tête – 4:27 (testo: Luc Plamondon – musica: Romano Musumarra) – taken from the release À l'Olympia

CD Singolo (Francia) (Columbia: COL 662102 1)
1. Je sais pas – 4:35 (testo: Goldman – musica: Kapler)
2. La mémoire d'Abraham – 3:51 (Goldman)

LP Singolo 7" (Paesi Bassi) (Columbia: COL 662102 7)
1. Je sais pas – 4:35 (testo: Goldman – musica: Kapler)
2. La mémoire d'Abraham – 3:51 (Goldman)

LP Singolo 12" (Francia) (Columbia: COL 662102 6)
1. Je sais pas – 4:35 (testo: Goldman – musica: Kapler)
2. La mémoire d'Abraham – 3:51 (Goldman)

## Classifiche

### Classifiche settimanali
| Classifica (1995-1996)                                  | Posizione massima raggiunta |
| ------------------------------------------------------- | --------------------------- |
| Belgio Fiandre (Ultratop 50 Singles)                    | 39                          |
| Belgio Vallonia (Ultratop 50 Singles)                   | 1                           |
| Europa (Eurochart Hot 100 Singles)                      | 7                           |
| Francia (SNEP)                                          | 1                           |
| Paesi Bassi (Dutch Top 40 Tipparade)                    | 6                           |
| Paesi Bassi (Single Top 100)                            | 34                          |
| Québec (ADISQ)                                          | 1                           |
| Classifica (1997)                                       | Posizione massima raggiunta |
| Paesi Bassi (Single Top 100) Je sais pas - Live version | 78                          |

### Classifiche di fine anno
| Classifica (1995)                                                       | Posizione |
| ----------------------------------------------------------------------- | --------- |
| Belgio Vallonia (Ultratop rapports annuels 1995)                        | 9         |
| Belgio Vallonia (Ultratop rapports annuels 1995 - Singles francophones) | 3         |
| Francia (SNEP, Classement Singles - année 1995)                         | 6         |

### Classifiche di fine decennio
| Classifica (1990-1999) | Posizione |
| ---------------------- | --------- |
| Francia (SNEP)         | 30        |

### Classifiche di tutti i tempi
| Classifica     | Posizione |
| -------------- | --------- |
| Francia (SNEP) | 137       |

## Crediti e personale
Registrazione
- Registrato ai Méga Studios di Parigi

Personale
- Arrangiato da - Erick Benzi, Jean-Jacques Goldman
- Ingegnere del suono - Denis Savage
- Mixato da - Humberto Gatica
- Musica di - J. Kapler
- Produttore - Jean-Jacques Goldman
- Produttore esecutivo - Vito Luprano
- Programmato da - Erick Benzi
- Testi di - Jean-Jacques Goldman

## Cronologia di rilascio
| Paese       | Data | Formato           |
| ----------- | ---- | ----------------- |
| Europa      | 1995 | CD                |
| Francia     | 1995 | CD • Vinile (12") |
| Paesi Bassi | 1995 | Vinile (7")       |